# Concilio di Vaison
Con il nome di Concilio di Vaison (in latino Concilium Vasense) sono noti due diversi concili provinciali dei vescovi della Provenza, uno tenutosi nel 442 e presieduto dal vescovo Auspicio, l'altro, più importante, nel 529 presieduto da San Cesario d'Arles. Vaison-la-Romaine è un'antica sede vescovile, vicina a Orange e ad Avignone.

## Concilio di Vaison del 442
Si tenne il 13 novembre 442, presieduto da Auspicio, vescovo di Vaison. Era presente Nettario, vescovo di Vienne che espose la fede secondo cui il Padre, il Figlio e lo Spirito Santo hanno un'unica natura, un'unica potenza, un'unica divinità e un'unica virtù. Erano presenti anche sant'Ilario di Arles, san Cerazio di Grenoble e sant'Armentario di Grasse.
Nei suoi dieci canoni stabilisce che non è necessario esaminare i vescovi gallicani per ammetterli alla comunione, ma è sufficiente accertarsi che non siano scomunicati (can. 1); che le offerte dei penitenti che muoiano senza ricevere i sacramenti possano essere tenute e che possano essere menzionati nelle messe e sepolti in terra consacrata (can. 2); che presbiteri e diaconi debbano ricevere il crisma dal proprio vescovo, a Pasqua (can. 3); che sia evitata qualsiasi familiarità con i nemici di Dio (can. 6); che sia difesa la reputazione di chi si prende cura degli orfani e degli infanti abbandonati (cann. 9 e 10).

## Concilio di Vaison del 529
Si svolse il 5 novembre 529 alla presenza di dodici vescovi, fra cui san Cipriano di Tolone, sotto la presidenza di san Cesario d'Arles. Nei suoi cinque canoni stabilisce che i presbiteri accolgano nelle loro case i giovani lettori per insegnare loro a cantare i salmi, a leggere e a studiare le Sacre Scritture (can. 1); che i presbiteri debbano predicare nella propria parrocchia e quando sono impossibilitati per malattia, i diaconi leggano le omelie dei Padri della Chiesa (can. 2); che il Kyrie eleison sia ripetuto frequentemente al Mattutino, a Messa e ai Vespri e che il Sanctus sia cantato tre volte alla Messa, anche in Quaresima e nelle Messe di requiem (can. 3); che si faccia menzione del papa a ogni Messa (can. 4); che al Gloria Patri segua sempre il versetto Sicut erat in principio, et nunc et semper et in saecula saeculorum (can. 5).
Molte di queste prescrizioni si rifanno, anche esplicitamente, alla prassi vigente in Italia.